# Цохешть
Цохешть, Цохешті (рум. Țohești) — село у повіті Арад в Румунії. Входить до складу комуни Хелмеджел.
Село розташоване на відстані 338 км на північний захід від Бухареста, 100 км на схід від Арада, 95 км на південний захід від Клуж-Напоки, 120 км на північний схід від Тімішоари.

## Населення
За даними перепису населення 2002 року у селі проживали 125 осіб, усі — румуни. Усі жителі села рідною мовою назвали румунську.